# Гор, Йоунас
Йо́унас Бри́нхильдарсон Гор (фар. Jónas Brynhildarson Gaard; род. 16 октября 2008 года в Торсхавне, Фарерские острова) — фарерский футболист, защитник клуба «ХБ», выступающий на правах аренды за «ТБ».

## Клубная карьера
Йоунас является воспитанником клуба «ХБ». В 2025 году он был арендован у «красно-чёрных» новичком фарерской премьер-лиги «ТБ». Его дебют за коллектив из Твёройри состоялся 3 апреля в матче чемпионата с «Сувуроем»: защитник вышел на замену на 4-й добавленной минуте 2-го тайма вместо Нденде Адама Гуйе.

## Международная карьера
Йоунас представляет Фарерские острова на юношеском уровне. Он дебютировал в составе сборной Фарерских островов (до 17 лет) в 14 марта 2024 года: в матче со сверстниками из Литвы защитник вышел на замену на 77-й минуте вместо Йенса Самссона. 5 дней спустя Йоунас забил гол в поединке с гибралтарцами. Всего за сборную архипелага в этой возрастной категории он провёл 4 международных матча и забил 1 гол.